# Pae (Padise)
Pae est un village de la commune de Padise du comté de Harju en Estonie.
Au 31 décembre 2021, il compte 78 habitants.